# 爬蟲嶺
67°33′S 68°11′W / 67.550°S 68.183°W
爬蟲嶺（英語：Reptile Ridge）是南極洲的山嶺，位於葛拉漢地的阿德萊德島，長3.7公里，海拔高度約250米，在1977年由英國南極名稱諮詢委員會命名，現時由南極條約體系管理。